# Jumelles Nete
Les jumelles Nete (en italien : Gemelle Nete) est un groupe italien de musique populaire, actif entre 1940 et 1995. Il se composait de deux sœurs jumelles italiennes, couturières devenues chanteuses d'airs populaires italiens.

## Histoire
Les jumelles Anna (Neta) et Domenica (China) Costamagna sont nées à Trinità, dans la province de Coni en Italie en 1911. Elles ont commencé leur vie professionnelle comme couturières : Neta cousant des chemises et China effectuant des travaux de broderie. Pendant les années 1940, elles ont étudié la musique en autodidactes, Neta jouant de la guitare et China de la mandoline.
Pendant près de 50 ans, elles ont chanté les chansons populaires italiennes des mondine et des ouvrières et ouvriers ainsi que d'autres inspirées par le boom économique. La municipalité de Trinità publia un livre en 2001 sur leur activité artistique comprenant des textes de journalistes et d'artistes comme Renzo Arbore et Aldo Grasso (it).
China est morte en 1990 et Neta a continué de chanter en solo ou avec d'autres groupes jusqu'à sa mort en 2002.

## Postérité
La municipalité de Trinità organise tous les deux ans depuis 2011 le Gemelle Nete Pride avec la participation de chanteurs populaires connus qui reprennent les chansons de Neta et China.

## Discographie
Quelques-unes de leurs chansons les plus connues sont :
- Amor di pastorello
- Balocchi e profumi
- Canti nuovi
- Creola
- Donna
- La piccola fioraia
- Ladra
- Meglio sarebbe
- Miniera
- Nina panca
- Sogni d'oro
- Stornelli campagnoli
- Tic e tic, tac e tac (Gira, rigira biondina)
- Un bacio a mezzanotte